# Usines de porcelaine Gaucher et Vincent-Blin
L'Usine de porcelaine Gaucher-Blin était une verrerie construite en 1860 pour Félix Richer dans la ville de Vierzon, dans le département du Cher.

## Histoire
Elle fut transformée en 1881 en fabrique de porcelaine à trois fours.

## Description
Actuellement désaffectée, ses bâtiments fortement dégradés abritent toujours un ensemble de trois fours ronds à globe, à feu intermittent à flamme renversée, fonctionnant au charbon, qui datent vraisemblablement de la période de transformation de l'usine en porcelainerie. L'usine est partiellement inscrite au titre des monuments historiques en 1999.